# Michaeliskirche (Ronnenberg)

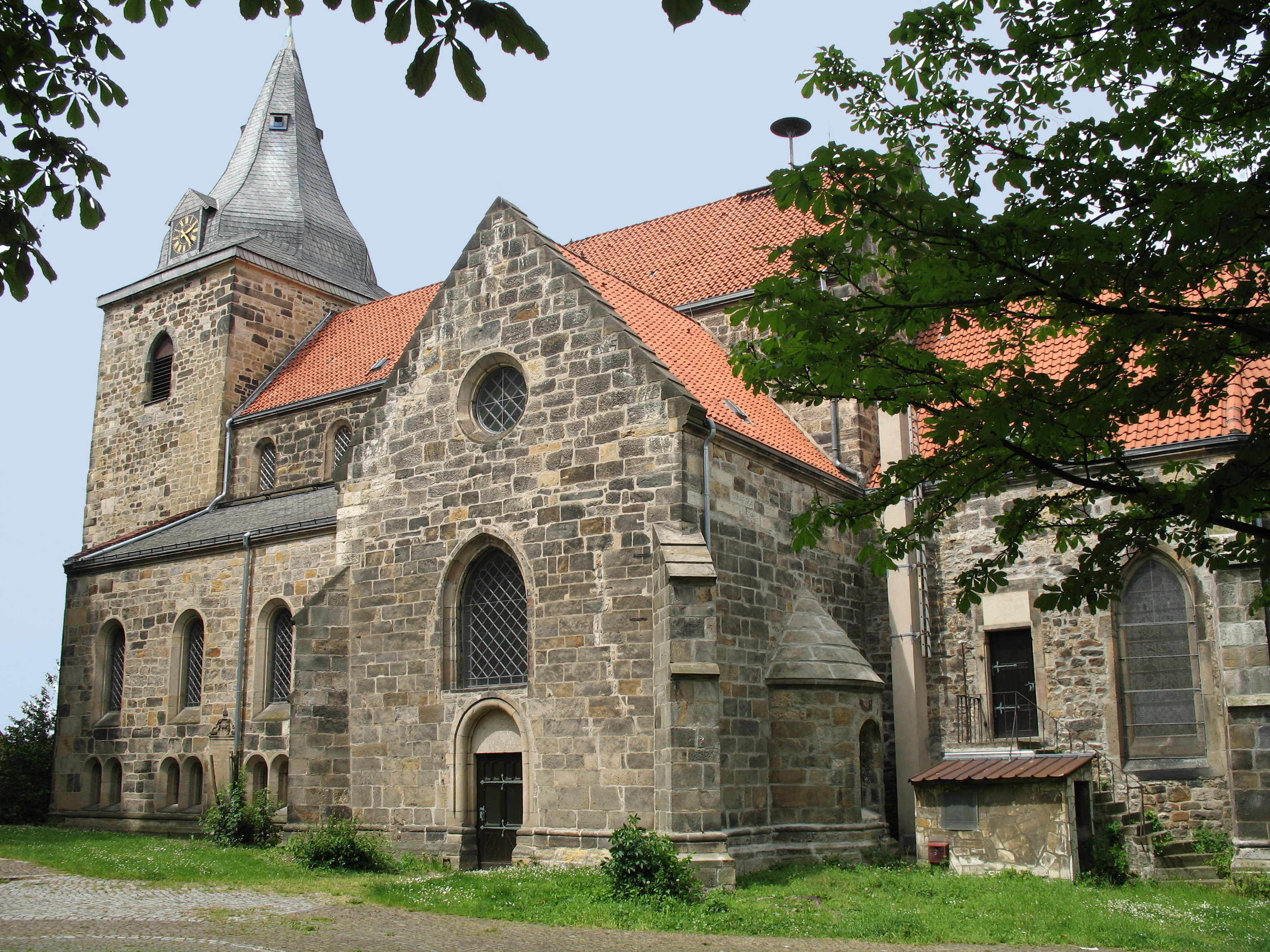
Die von Rosskastanien und historischen Grabmälern umstandene Michaeliskirche in Ronnenberg

Die Michaeliskirche, auch: Kirche St. Michael, in Ronnenberg ist eine denkmalgeschützte Pfarrkirche des evangelisch-lutherischen Sprengels der Region Hannover. Standort der im 12. Jahrhundert erbauten romanischen Basilika, zu deren wertvoller Ausstattung eines der mutmaßlich ältesten Kirchenteile in der Region Hannover aus dem ersten Jahrtausend zählt, ist die Straße Am Kirchhofe Nummer 9 im Zentrum des alten Ortskerns.

## Geschichte

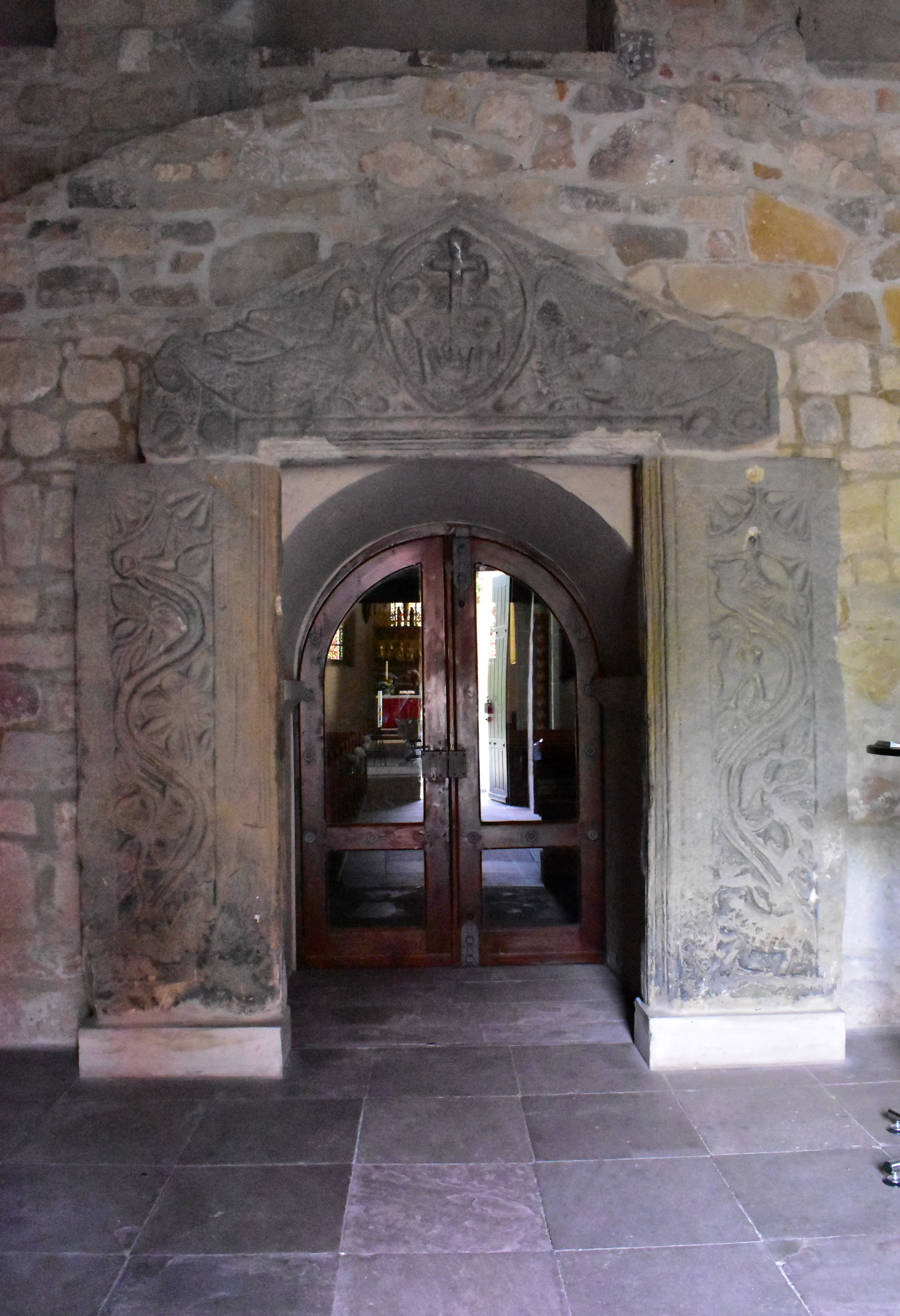
Bonifatiusportal in der Michaeliskirche

### Die Bonifatiuskapelle und das Bonifatiusportal
Unmittelbar neben der heutigen Michaeliskirche stand eine wesentlich ältere Kapelle. Die beiden historischen Kirchenbauten in Ronnenberg wurden vermutlich an Stelle einer noch aus der Zeit der Germanen stammenden Thingstätte errichtet. Da Gründungs- oder Stiftungs-Urkunden fehlen, wurden zum Baubeginn unterschiedliche Überlegungen angestellt: Nach verschiedenen Angaben datierte hier eine frühe, dem Heiligen Bonifatius gewidmete Kapelle, die gemeinsam mit dem Ort „runibergung“ bereits im Jahr 524 erwähnt worden sein soll. Andere vermuten die Entstehung der Bonifatiuskapelle in der Zeit der Christianisierung am Ort um 776. Der ehemalige Kirchenbaudirektor Ulfrid Müller mutmaßt die Entstehung der ersten Kapelle zwischen 950 und 1050. Urkundlich belegt ist sie im Jahr 1078.
1644 wurde das Patronatsrecht über die Bonifatiuskapelle den adeligen Damen vom Kloster Wennigsen übertragen. Nur wenig später wurde die Kapelle 1660 wegen Baufälligkeit abgebrochen, das Portal aber zunächst in die südliche Außenmauer der unterdessen schon Jahrhunderte zuvor errichteten Michaeliskirche eingesetzt. Erst seit dem Jahr 1983 wurde das Bonifatiusportal zum Schutz vor Verwitterung in die Turmhalle versetzt und fasst seitdem den Durchgang zum Kirchenschiff ein. Dabei wurden die Einzelteile wieder passgenau mit der umlaufenden Verkröpfung zusammengefügt.
Das aus drei Granitplatten zusammengesetzte Bonifatiusportal zeigt als flaches Relief im Sturzbalken das Lamm Gottes in einem ovalen Heiligenschein, auch Mandorla genannt, vor dem christlichen Kreuz. Seitlich des Lammes finden sich die Tauben und zwei Drachen. Die Seitenteile gestalteten die Steinmetze mit Rankenwerk und Schlangen; möglicherweise auch ein Sinnbild für den Baum des Lebens. In seiner Gesamtkomposition wird „das Bild [...] als Symbol für das Eindringen des Bösen in das Paradies gedeutet.“

### Die Michaeliskirche
Ebenfalls vermutlich an Stelle der alten Thingstätte wurde von 1150 bis 1160 von Künstlern der Bauschule Königslutter die Michaeliskirche errichtet. Ähnlich wie die gleichartige Kirche in Pattensen, die dortige Lukaskirche, wurde St. Michaelis ursprünglich als dreischiffige Basilika in romanischen Formen erbaut mit einem Querhaus und einem Kirchturm. Zum Aufbau verwendeten die Bauherren Sandstein, zum Teil auch Quadermauerwerk zur Stützung der Rundbogen-Gewölbe. Vor allem der niedrige Bauteil im Osten mit Originalen aus dem 12. Jahrhundert, wie beispielsweise
- die Vierung und die östlichen Apsiden im Querhaus
- sowie der untere Teil des auf quadratischem Grundriss errichteten Kirchturmes mit seinem einfach profilierten Sockel,

blieben von späteren Umbauten unberührt.
Den Chorraum erweiterten die Kirchenherren im Jahr 1464, wie die Jahreszahl des dortigen Schlusssteines aufzeigt. Vier spitzbogige Maßwerkfenster in der Apsis und andere Elemente veränderten die Kirche nun mit Formen der Spätgotik.
Spätgotisch geschmückt wurde auch der vor der Reformation geschnitzte Aufsatz auf dem Altar mit seiner zurückhaltend bunt bemalten und vergoldeten Gruppe um Jesus Christus und die bekrönte Maria in der Zeit um 1500. In der Mitte wurde Jesus neben der Königin des Himmels gesetzt, beide gleichberechtigt groß, gemeinsam auf einer Bank: „Fast wie ein Paar, nicht wie Mutter und Sohn“. Superintendent Hermann de Boer bezeichnete die Darstellung später einmal als einen „Anknüpfungspunkt für die Ökumene“, insbesondere für die Jahrhunderte nach der Entstehung des Schnitzwerkes aus dem vorwiegend katholischen Schlesien zugewanderten ehemaligen Bergarbeiter der Ronnenberger Kaliwerke.
Im 16. und 17. Jahrhundert entstanden einige Grabsteine, die an den Außenwänden der Michaeliskirche aufgestellt wurden.
In den Jahren von 1592 bis 1623 arbeitete der Magister Wichmann Schulrabe als Superintendent in Ronnenberg. Noch zu seinen Lebzeiten ließ sein Kollege 1609 ein Epitaph für Schulrabe aufstellen, wie die lateinische Umschrift aufzeigt. Die Inschrift bezeichnet Wichmann Schulrabe als

„[...] Hirten der Schafe Christi und als treuen Superintendenten rechtmäßig vorgesetzt dieser und den benachbarten Ortschaften.“

Das in Sandstein fein ausformulierte und kolorierte Epitaph zeigt – unter ihren Wappen – Schulrabe und seine Ehefrau Catharina de Nenneken mit Halskrause, beide jeweils auf einem Kissen kniend und den Gekreuzigten anbetend. Zu den benachbarten Ortschaften in Wichmann Schulrabes Sprengel gehörten u. a. Gehrden, die Stifte Barsinghausen und Wennigsen, Hohenbostel, die Vogtei Langenhagen, Linden und die Neustadt vor Hannover. Durch ein Schreiben, unterzeichnet am 1. Februar 1613 in Ronnenberg, an das Konsistorium in Wolfenbüttel erreichte er, dass der jüdische „Tempel“ in der Calenberger Neustadt „destruiert und abgeschafft“ wurde.

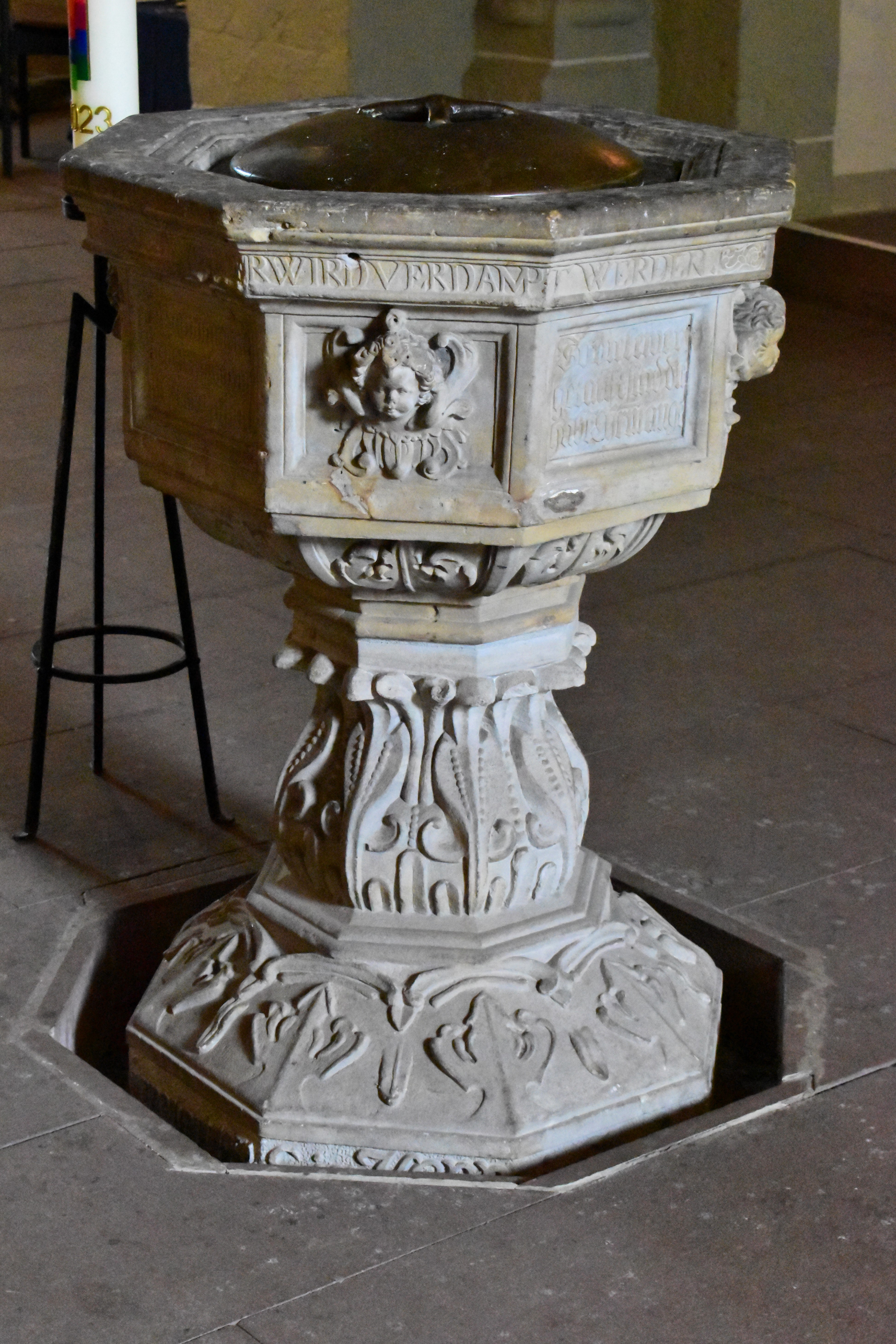
Taufstein aus dem 17. Jahrhundert

Ebenfalls aus dem 17. Jahrhundert stammt der achteckige Taufstein. An ihm wurde am 13. November 1800 vom Ronnenberger Superintendenten Johann Conrad Achaz Holscher im Beisein des Konsistorialrates und Loccumer Abtes Johann Christoph Salfeld insgeheim der prominente jüdische Mediziner Israel Stieglitz auf den christlichen Vornamen Johann getauft. Die Taufe war die Voraussetzung, dass er in der christlichen Gesellschaft aufsteigen konnte. 1802 wurde Johann Stieglitz zum Hofmedicus in Hannover ernannt, 1806 zum ersten Leibmedicus und 1820 zum Hofrat. 1803 kam sein Bruder Levi aus Sankt Petersburg nach Ronnenberg. Auch er ließ sich taufen. Die Taufe wurde beurkundet, aber nicht ins Kirchenbuch eingetragen, da „Gründe einer öffentlichen Bekanntmachung entgegen stehen“. Als Christ wurde Ludwig Stieglitz von Zar Alexander I. zum Hofbankier ernannt und 1826 in den Adelsstand erhoben.
Mitten im Dreißigjährigen Krieg brachte ein Orkan im Jahr 1630 den Kirchturm zum Einsturz, der zugleich den Westteil der Kirche beschädigte und die alte Orgel zerstörte. Nachdem etwa zur gleichen Zeit die Jungfrauen vom Kloster Wennigsen 1644 das Patronatsrecht über die benachbarte Bonifatiuskapelle erhalten hatten und diese nach dem Krieg 1660 abgebrochen wurde, sollen auch Teile der Kapelle zur Kirchenreparatur verwendet worden sein. Bis heute ist der Verlauf der neuen Aufmauerung von außen gut zu erkennen.
Zu den Epitaphen des 17. und 18. Jahrhunderts zählt dasjenige des Superintendenten Kotzebue, aufgestellt auf der Empore. Der Sohn Kotzebues soll Ronnenberg in Brand gesteckt haben.
Von den Emporen aus lassen sich auch Details der Umgestaltung der Kirche in den Jahren 1876 bis 1877 ablesen, insbesondere die Erhöhung des Mittelschiffes. Der grundsätzliche Umbau entstand nach Plänen und unter der Aufsicht des Konsistorial-Baumeisters Conrad Wilhelm Hase, der dem Turm einen geschweiften, achteckigen und mit Schieferplatten gedeckten Helm aufsetzte. Hase erhöhte auch das Querhaus unter einem mächtigen Satteldach, die Querhaustüren und das Westportal erhielten neue Fassungen. Zudem wurden die Seitenschiffe ausgebaut, Strebepfeiler verstärkten nun das Südquerhaus und der Saal wurde mit einer Querbalkendecke ausgestattet.
Ebenfalls von der Empore aus sind die Ausmalungen durch den Maler Hermann Schaper aus der Nähe zu betrachten: Die Medaillons mit den vier Evangelisten, mittig dazwischen „[...] Christus groß auf dem Regenbogen mit Maria und Johannes, darunter das Lamm“.
Beim Umbau wurde 1876 ein schwerer romanischer Säulenfuß aufgefunden, der gemeinsam mit einem Pendant eine frühere Emporentreppe eingefasst haben soll. Gemeinsam mit einem aufgesetzten Kapitell wurde das Möbel dann zur Stütze der Kanzel der Michaeliskirche umfunktioniert.

## Die Glocken
Von den fünf Glocken des großen Geläutes stammen zwei noch aus der Zeit der Gotik. Sie wurden 1496 von Busse Jacobs gegossen.